# Abel Seyler
Abel Seyler (født 23. august 1730 i Liestal, Schweiz, død 25. april 1800 i Rellingen, Holsten) var en en schweizisk bankier og forretningsmand, der senere blev kendt som en af Europas store teaterdirektører i det 18. århundrede. Han var "den førende støtte for tysk teater" i sin levetid, og gives æren for at have introduceret Shakespeare til et tysksproget publikum, og for at fremme idéen om nationaltheatret i traditionen fra Ludvig Holberg, Sturm und Drang-digterne og tysksproget opera. Han var hovedbagmanden bag Hamburgs nationalteater (1767–1769), der havde Gotthold Ephraim Lessing som dramaturg. I 1769 grundlagde han Seylersche Schauspiel-Gesellschaft, der blev en af de mest berømte europæiske teatertrupper i perioden 1769–1779 og der betragtes som "den bedste teatertrup i Tyskland på det tidspunkt," og der bl.a. virkede ved hertuginde Anna Amalias hof. Abel Seyler sluttede sig til frimureriet i London i 1753.